# Lac Khecheopalri
Le lac Khecheopalri ou Kaychupalri est un lac du Sikkim.

## Géographie
Il est situé dans une région enclavée de collines et de montagnes ressemblant à un amphithéâtre de collines (il y a de la nébulosité et des nuages de mousson qui s'accrochent au relief (effet orographique), formant comme un micro-climat et constituant une zone de peuplement diffus avec de petits villages lepchas jusqu'à côté de l'ancien lac de Chojo. C'est un lac sacré ceinturé par de très nombreux drapeaux à prières liés à des évènements importants, il symbolise l'empreinte d'une divinité (Tara très célébrée par les moines des communautés villageoises alentours, Guru rinpoche, Shiva) autant pour les hindous que pour les bouddhistes, confrontés aujourd'hui à un développement touristique important géré par un comité Lepcha. Au départ animistes avec le chamanisme, ces populations mélangent ces apports avec le bouddhisme puisqu’elles sont largement bouddhicisées au travers des rituels, des prières et des monastères.  
Ces populations sont depuis le XIIIe siècle rentrées en alliance matrimoniale avec leurs voisins d’origine tibétaine et bouddhiste, les Bhotyas. Le monastère nyngmapa dzogchen de Khecheopalri guide leur pratiques et leur rituels bouddhistes au travers de festivals et autres célébrations importantes pendant l'année.  À côté du monastère se trouve, un stûpa construit par un yogi Lepcha de style népalais (comme Bodanath) qui a été remaçonné et repeint (partie supérieure des yeux) après le tremblement de terre de septembre 2011. À côté une charmante auberge accueille les touristes sur cette colline surplombant le lac. Un autre stûpa, plus petit, derrière le village existe et marque le territoire de la communauté bouddhiste locale. A côté du monastère, on trouve d'autres stûpas.
On y trouve des plantes médicinales autour : Artemisia vulgaris, Swertia Chirata, Bergenia cilata, Picrohiza kurroa, Nardostachys jatamensi (Nord de l'Himalaya).
La collecte de ces plantes médicinales est saisonnière et régulée par les pluies de mousson avec des plantes situées dans des zones humides proches du lac, les pluies qui tombent dès le mois d’avril favorisent la croissance des plantes et rendent au paysage toutes ses couleurs (verte surtout). Selon un calendrier astrologique, la  collecte se fait plutôt les jours de pleine lune qui est un excellent indicateur et même certains jours de la semaine comme le samedi et le lundi.  

## Galerie

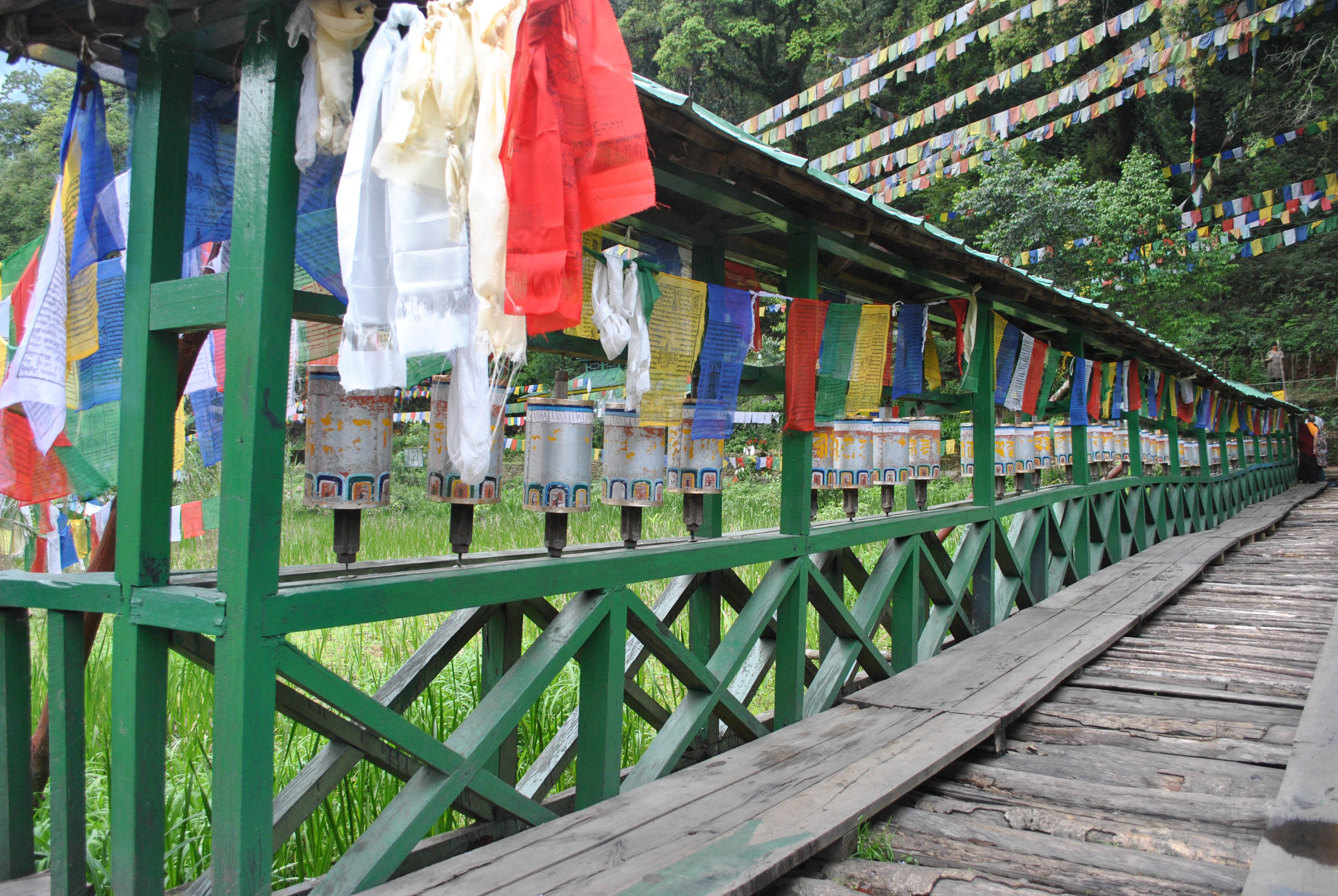
Passerelle menant au lac Khecheopalri
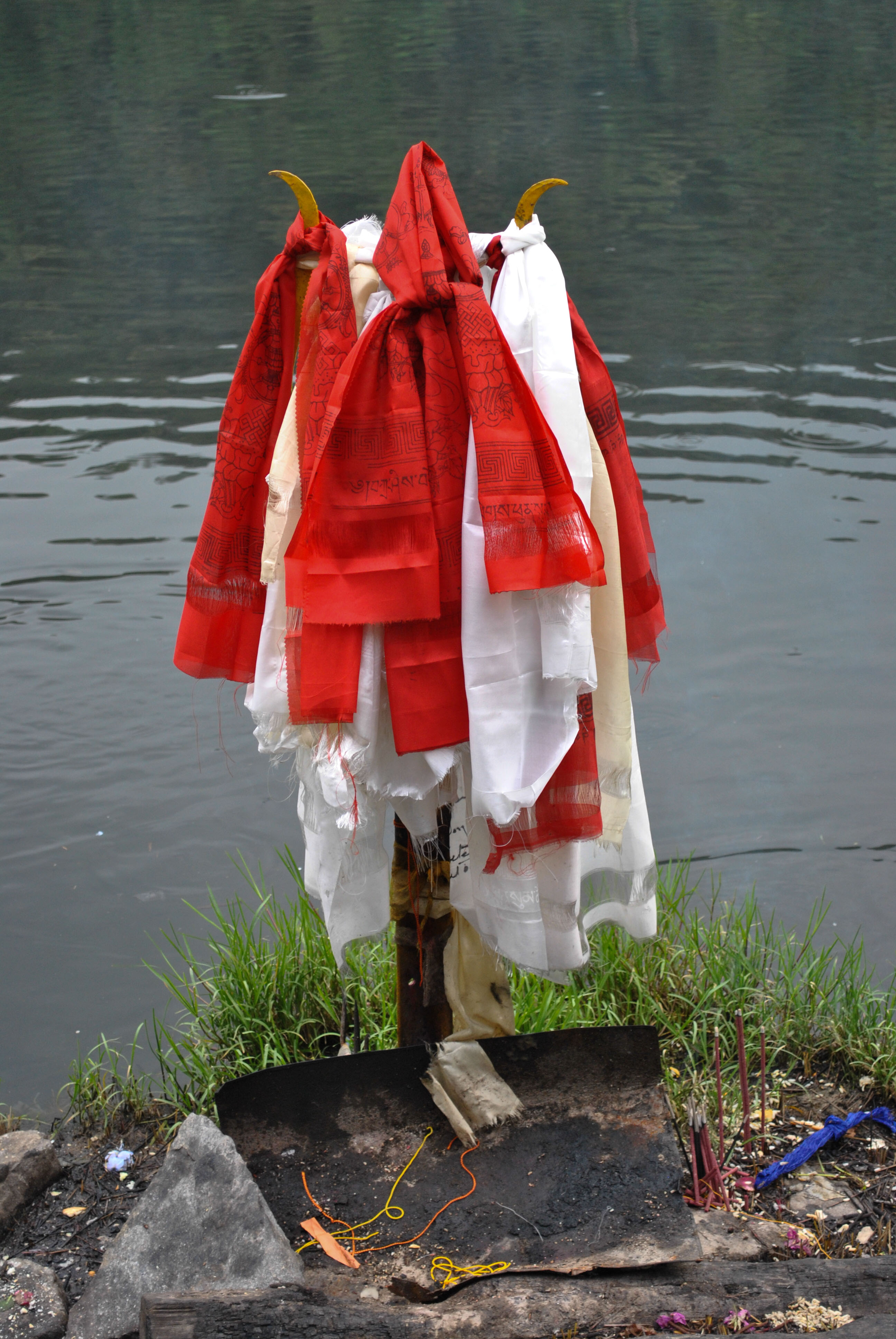
Trident au lac Khecheopalri